# Crocomela minima
Crocomela minima är en fjärilsart som beskrevs av Erich Martin Hering 1925. Crocomela minima ingår i släktet Crocomela och familjen björnspinnare. Inga underarter finns listade i Catalogue of Life.